# Teatro Nacional de Corea
El Teatro Nacional de Corea (en coreano: 국립극장) es un teatro nacional situado en el barrio de Jangchung-dong, Jung-gu, Corea del Sur. Es el primer teatro gestionado por el gobierno central en Asia.
El Teatro Nacional de Corea fue creado en 1950 por el gobierno de Corea del Sur y es la sede de la Compañía Dramática Nacional de Corea, que realiza tanto obras coreanas como internacionales, de la compañía nacional de changgeuk de Corea, que realiza changgeuk tradicional coreano, de la Compañía Nacional de Danza de Corea y de la Compañía Orquesta Nacional de Corea.